# Marta Carrasco
Marta Carrasco (Barcelona, 26 de junio de 1963) es creadora escénica, intérprete, bailarina, coreógrafa y profesora teatral de la escena contemporánea. Sus creaciones toman influencia de artistas como Mary Wigman, Martha Graham o Pina Bausch, se caracterizan por una estética expresionista y grotesca, y, a grandes rasgos, los temas que trata son cercanos a la oscuridad y la imperfección del ser humano.

## Biografía
La artista Marta Carrasco, nieta de Manuel Carrasco Formiguera, estudia piano y danza en su juventud, ampliando sus estudios en París y Nueva York. Inicia su formación como bailarina con Avelina Arguelles, y más tarde en la compañía Mudances, de Àngels Margarit, y en Metros, de Ramón Oller.

## Carrera artística
Después de trabajar en las diversas compañías de danza, es en el año 1995 cuando crea su primer solo de danza-teatro, Aiguardent (Aguardiente), un espectáculo sobre la soledad, el abismo del alcoholismo, la fragilidad y la debilidad humana. A continuación, surgen por orden cronológico: Blanc d’Ombra; recordant Camille Claudel (Blanco de Sombra; Recordando a Camille Claudel) (1998), un apasionado homenaje a la escultora francesa (1864-1943); Mira’m (Mírame; Se dicen tantas cosas) (2000), un espectáculo dedicado a la belleza y a la imperfección; Eterno? Això sí que no! (¿Eterno? ¡Eso sí que no!) (2003), donde incluye temáticas como la desesperación, la esperanza y textos de Cioran (1911-1995; El circo de la soledad) y de Dostoievski (1821-1881; El sueño de un hombre ridículo). Más tarde nace Gagá (2005), para hablarnos de la necesidad de la risa, de los seres especiales o defectuosos y de la supervivencia humana en un mundo decadente que ya no causa ninguna risa. J’arrive...! (2006) recuerda que ya hace 10 años que la compañía acumula todo un universo personal sugerente sobre la escena y plantea lo imprescindible que es seguir hacia adelante. En el año 2008 surge Bin & Go, una propuesta en la que participa el músico Llibert Fortuny que se presenta en el Festival Temporada Alta de Girona 2008. Dies Irae, con el réquiem de Mozart (2009), constituye una macro-creación donde trece intérpretes suben a escena para reflexionar y cuestionar —con altas dosis de riesgo y belleza— lo sagrado y lo profano, para hablarnos de la religión y la liturgia, de la mujer, de la furia, de la impotencia humana, del miedo y de la vida. Ya en el año 2011 se estrena la novena creación, el pequeño formato altamente elogiado por la crítica No sé si..., un alegato vitalista a través de la peculiar relación entre dos gemelas muy particulares. En el año 2013 nace la décima obra: B.Flowers. Además de esta apasionante y abundante trayectoria, Carrasco acumula más de 25 colaboraciones en montajes escénicos ajenos.
Desde su primer premio, el Premio de la Crítica Teatral de Barcelona 1996-97, por Aiguardent y por Pesombra, la creadora ha recibido más de 20 premios o menciones, como por ejemplo, el Premio Max (2003), el Premio Nacional de Danza de la Generalidad de Cataluña (2005), el Premio Ciudad de Barcelona (2007) o el Premio Serra d’Or de la Crítica Teatral (2007) al mejor espectáculo teatral, por J’arrive...!.

## Obras de creación propia
- Aiguardent (Aguardiente), 1995.
- Blanc d’Ombra; recordant Camille Claudel (Blanco de Sombra; Recordando a Camille Claudel), 1998.
- Mira’m (Mírame; Se dicen tantas cosas), 2000.
- Eterno? Això sí que no! (¿Eterno? ¡Eso sí que no!), 2003.
- Gagá, 2005.
- J’arrive...!, 2006.
- Bin & Go, 2008.
- Dies Irae, 2009.
- No sé si..., 2011.
- B.Flowers, 2013.